# 757 大型向量计算机
757 大型向量计算机（也被称作 757 工程千万次计算机，简称 757 机）是由中国科学院计算技术研究所研制的第一台国产化大型向量计算机系统，于 1984 年研制完成并通过验收，后被交付给核工业部第九研究院（现中国工程物理研究院）使用。
757 机性能向量运算速度达到每秒1000万次，标量运算速度达到每秒280万次。
目前，757 机的部分组件被保存于中科院计算所历史展厅。

## 研制历史
757 机的研制始于由中华人民共和国国务院及中央军委下达的重点国防科研任务，此任务旨在解决大型科学计算和工程计算问题。

## 技术特点
硬件方面，计算所在设计 757 机的体系结构时，提出了向量纵横加工和多向量累加器的概念，亦采用了流水线技术。而在软件方面，此计算机具有较为完善的多任务操作系统，并促进了中国国内早期的，对 FORTRAN77 的研发及向量功能扩展工作。